# Fermi-Geschwindigkeit
Die Fermi-Geschwindigkeit {\displaystyle u_{\mathrm {F} }} (nach Enrico Fermi) ist die Geschwindigkeit eines Elektrons, dessen kinetische Energie {\displaystyle E_{\mathrm {kin} }} gleich der Fermi-Energie {\displaystyle E_{\mathrm {F} }} ist:
{\displaystyle E_{\mathrm {F} }=E_{\mathrm {kin} }={\frac {1}{2}}m_{\mathrm {e} }\cdot u_{\mathrm {F} }^{2}}
Dann gilt:
{\displaystyle \Leftrightarrow u_{\mathrm {F} }={\sqrt {\frac {2\cdot E_{\mathrm {F} }}{m_{\mathrm {e} }}}}}
wobei
- {\displaystyle m_{\mathrm {e} }} die Elektronenmasse ist.

Die Fermigeschwindigkeit ist, wie die Fermi-Energie, unabhängig von der Temperatur.
Besonders wichtig ist die Fermigeschwindigkeit bei der quantenmechanischen Betrachtung der Leitfähigkeit, da hier davon ausgegangen wird, dass nur Elektronen nahe der Fermi-Geschwindigkeit am Leiten des elektrischen Stroms teilhaben.